# Dachówka tłoczona
Dachówki tłoczone – rodzaj dachówek formowanych przez prasowanie gliny ceglarskiej w formach. Ten rodzaj dachówek dzieli się na:
- dachówki marsylskie,
- dachówki mnich i mniszka,
- dachówki rzymskie (klasztorne).